# 杜尔当
杜尔当（法語：Dourdan，法語發音：[duʁdɑ̃] ⓘ），法国中北部城市，法兰西岛大区埃松省的一个市镇，隶属于埃唐普区，其市镇面积为30.64平方公里，2022年1月1日时人口数量为11,068人，在法国城市中排名第932位。
杜尔当位于埃松省西部，奥尔日河畔，西侧与伊夫林省接壤，是一个区域性的中心城市，其附近为以其命名的森林，法兰西岛大区快铁C线和多条公路在此交汇。杜尔当历史上为一处农业商贸重镇，因同名城堡而闻名。

## 地名来源
根据当地官方网站的论述，“Dourdan”一名来源于凯尔特语单词Dor，意为“水”。

## 历史

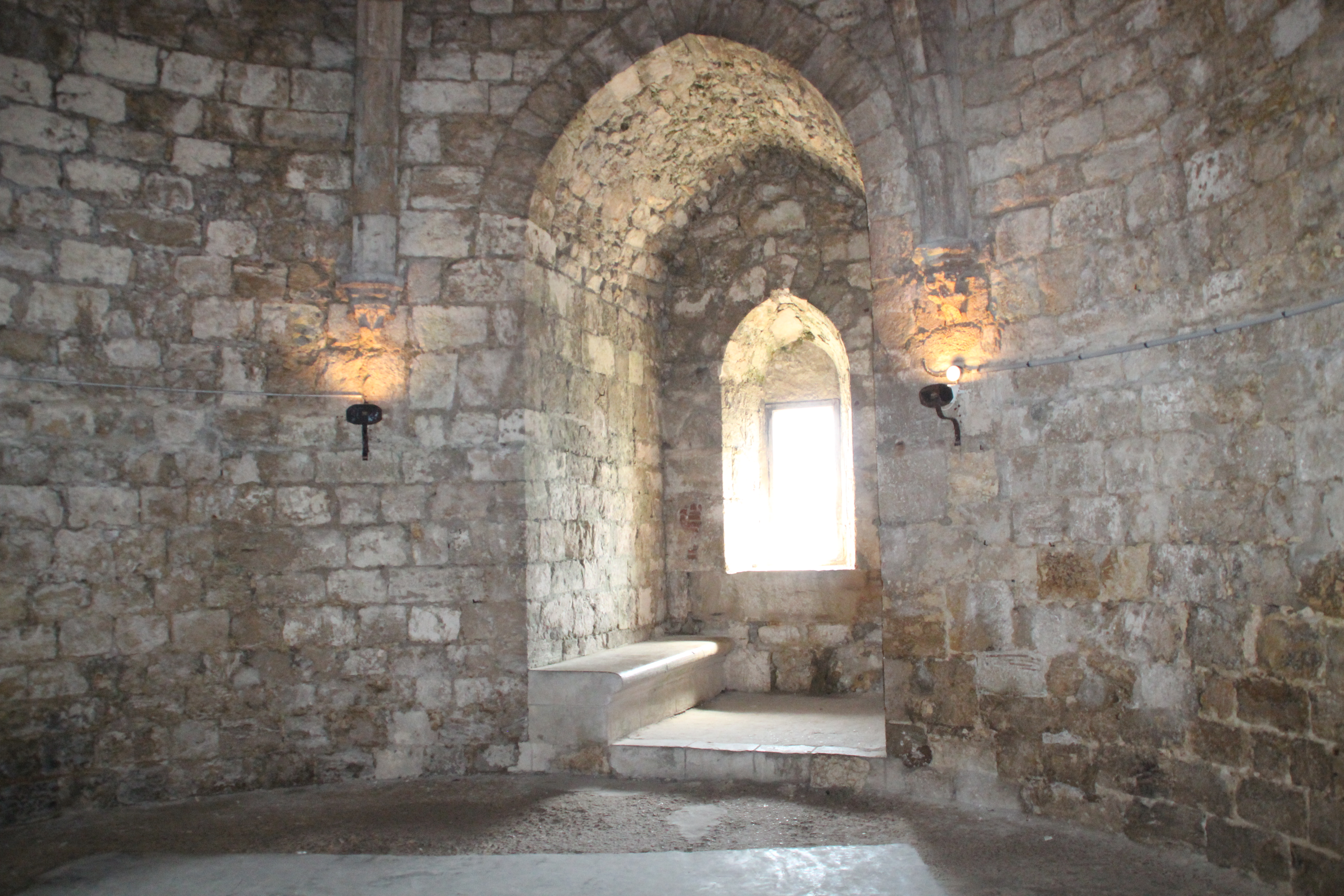
杜尔当城堡内的一处窗台

杜尔当在古典时期就已形成聚落，彼时该地为连接博斯和巴黎之间道路上的重要节点。中世纪中期，博斯成为巴黎地区重要的小麦供应地。1222年，腓力二世兴建杜尔当城堡以保障小麦能顺利运往巴黎。此后杜尔当又出现了圣日耳曼教堂和神学院。英法百年战争期间，杜尔当于1428年被索尔兹伯里伯爵攻占。1536年，弗朗索瓦一世将杜尔当城堡赠予其情妇安妮·德皮瑟勒，后于1547年被亨利二世收回并转手卖给了法蘭索瓦·德·吉斯。宗教战争期间，杜尔当城堡遭到严重破坏，其主楼外墙在1591年的一场围城战中被几乎完全摧毁。奥尔良公爵菲利普二世曾将杜尔当城堡改建为一座皇家监狱。18世纪后，杜尔当城堡逐渐得到修复。法国大革命后，杜尔当成为塞纳-瓦兹省的一个市镇，并在1790至1795年间为同名地区的行署。拿破仑曾于1806年8月24日在杜尔当过夜。1852年，杜尔当城堡被居约家族（Famille Guyot）购买，后几经转手，最终于1969年被转卖给了杜尔当市政府。途径杜尔当的布雷蒂尼—舒瓦西耶河畔拉芒布罗勒铁路于1865年建成通车，其中杜尔当以北的路段已于1924年完成复线及电气化改造。1964年，塞纳-瓦兹省被撤销，杜尔当被划入新成立的埃松省。2023年4月21日，杜尔当市中心发生供水管网破裂事故，致使杜尔当城堡周边的一处围堤遭到破坏。

## 地理

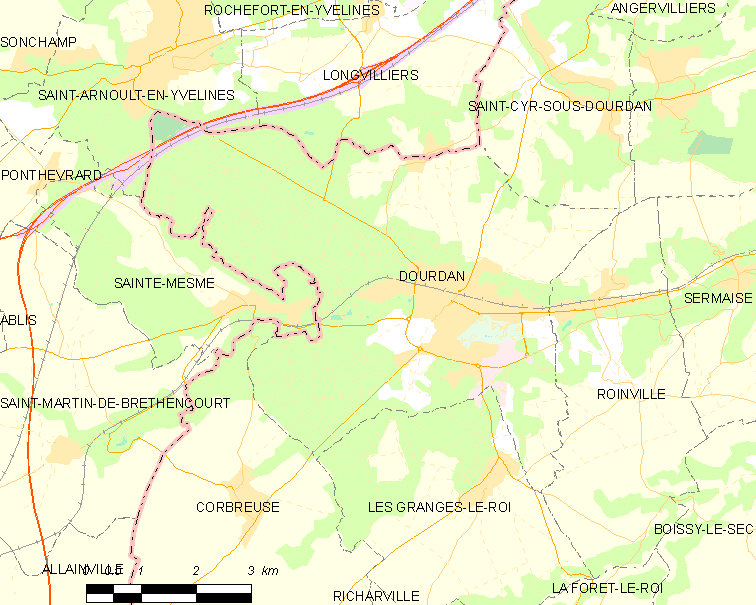
杜尔当市镇范围地图

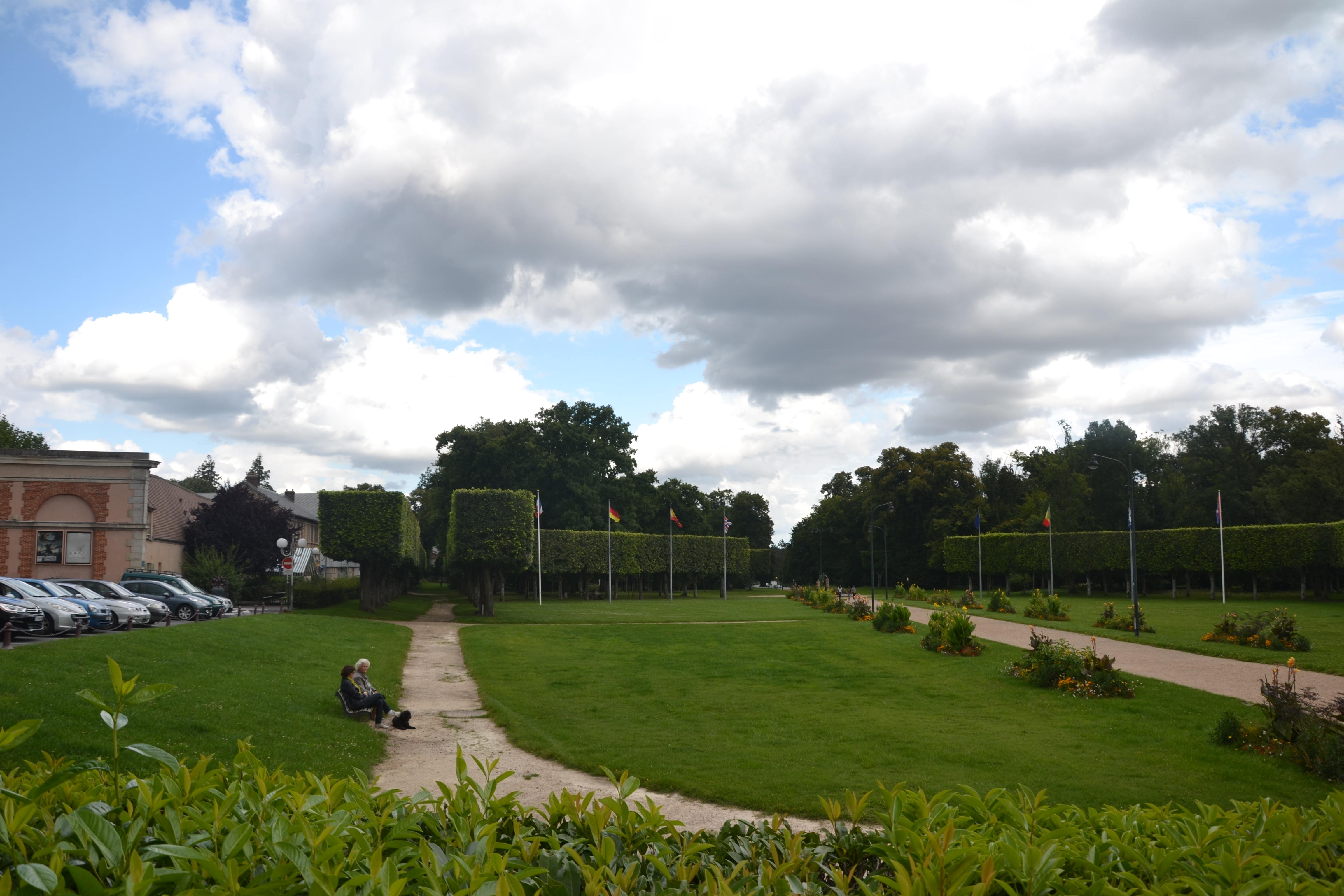
弗朗索瓦·密特朗公园

杜尔当位于法国中北部，法兰西岛大区西南部和埃松省西部，距离省会埃夫里-库尔库罗讷大约36公里。与杜尔当接壤的市镇包括：伊夫林地区圣阿尔努、隆维利耶、圣西尔苏杜尔当、圣梅姆、科尔布勒斯、鲁万维尔和莱格朗日勒鲁瓦。

### 地形
杜尔当位于巴黎盆地腹地，于尔普瓦地区西北，境内以平原为主，市镇中心地势较为平坦，北侧部分区域略有起伏，全境海拔在87到163米之间。

### 水文
杜尔当位于塞纳河流域范围内，奥尔日河自西向东流经境内，该河杜尔当市中心的河段人工改造痕迹明显。

### 植被
杜尔当属于温带阔叶混交林区，市区西部为杜尔当森林，勒雅尔·鲁永公园（Parc Lejars-Rouillon）、弗朗索瓦·密特朗公园（Parc de François Mitterand）等为当地主要的绿地公园。
在鲜花城市的评比中，杜尔当被评为3星级鲜花城市。

### 气候
杜尔当在柯本气候分类法中属于温带海洋性气候（Cfb）。
杜尔当境内设有气象站，以下为该气象站的数据（其中日照数据取自沙特尔气象站）：
| 杜尔当 1981年－2019年 | 杜尔当 1981年－2019年 | 杜尔当 1981年－2019年 | 杜尔当 1981年－2019年 | 杜尔当 1981年－2019年 | 杜尔当 1981年－2019年 | 杜尔当 1981年－2019年 | 杜尔当 1981年－2019年 | 杜尔当 1981年－2019年 | 杜尔当 1981年－2019年 | 杜尔当 1981年－2019年 | 杜尔当 1981年－2019年 | 杜尔当 1981年－2019年 | 杜尔当 1981年－2019年 |
| 月份                  | 1月                   | 2月                   | 3月                   | 4月                   | 5月                   | 6月                   | 7月                   | 8月                   | 9月                   | 10月                  | 11月                  | 12月                  | 全年                  |
| --------------------- | --------------------- | --------------------- | --------------------- | --------------------- | --------------------- | --------------------- | --------------------- | --------------------- | --------------------- | --------------------- | --------------------- | --------------------- | --------------------- |
| 历史最高温 °C（°F）   | 16.1 (61.0)           | 19.6 (67.3)           | 23.3 (73.9)           | 28.4 (83.1)           | 30.7 (87.3)           | 36.4 (97.5)           | 38.7 (101.7)          | 41.4 (106.5)          | 33.5 (92.3)           | 28.5 (83.3)           | 21.5 (70.7)           | 16.7 (62.1)           | 41.4 (106.5)          |
| 平均高温 °C（°F）     | 6.7 (44.1)            | 8.3 (46.9)            | 12.5 (54.5)           | 15.5 (59.9)           | 19.7 (67.5)           | 22.7 (72.9)           | 25.3 (77.5)           | 25.4 (77.7)           | 21.2 (70.2)           | 16.3 (61.3)           | 10.5 (50.9)           | 6.7 (44.1)            | 15.9 (60.6)           |
| 日均气温 °C（°F）     | 3.9 (39.0)            | 4.9 (40.8)            | 7.9 (46.2)            | 10.2 (50.4)           | 14.2 (57.6)           | 17 (63)               | 19.3 (66.7)           | 19.4 (66.9)           | 15.7 (60.3)           | 12 (54)               | 7.2 (45.0)            | 4.2 (39.6)            | 11.3 (52.3)           |
| 平均低温 °C（°F）     | 1.2 (34.2)            | 1.4 (34.5)            | 3.3 (37.9)            | 4.9 (40.8)            | 8.7 (47.7)            | 11.2 (52.2)           | 13.2 (55.8)           | 13.3 (55.9)           | 10.1 (50.2)           | 7.6 (45.7)            | 4 (39)                | 1.6 (34.9)            | 6.7 (44.1)            |
| 历史最低温 °C（°F）   | −16.2 (2.8)           | −15.7 (3.7)           | −10.5 (13.1)          | −4.2 (24.4)           | −0.7 (30.7)           | 1.5 (34.7)            | 5 (41)                | 4.3 (39.7)            | 0.9 (33.6)            | −4 (25)               | −9.2 (15.4)           | −10.6 (12.9)          | −16.2 (2.8)           |
| 平均降水量 mm（）     | 50.5 (1.99)           | 48.2 (1.90)           | 50.7 (2.00)           | 46.9 (1.85)           | 59.6 (2.35)           | 47 (1.9)              | 60.9 (2.40)           | 51.2 (2.02)           | 46.6 (1.83)           | 55 (2.2)              | 58.3 (2.30)           | 60.6 (2.39)           | 635.5 (25.02)         |
| 月均日照時數          | 65.7                  | 83.7                  | 135.8                 | 176.1                 | 202.9                 | 222.6                 | 224.5                 | 219.6                 | 177.8                 | 119.2                 | 71.9                  | 58.2                  | 1,758                 |
| 来源：infoclimat.fr   |                       |                       |                       |                       |                       |                       |                       |                       |                       |                       |                       |                       |                       |

## 行政区划
杜尔当的市镇编号为91200，邮政编号为91410。
在行政管理方面，杜尔当隶属于法国法兰西岛大区埃松省埃唐普区；在地方选举方面，杜尔当是杜尔当县的中央投票站所在地，其市镇范围全境被划入埃松省第三选区；在社会管理方面，杜尔当是于尔普瓦地区杜尔当地区市镇公共社区的办公驻地。
截至2023年10月，杜尔当市镇范围内暂无任何城市敏感街区及城市政策优先街区。
法国国家统计与经济研究所（简称）在进行数据统计时，将杜尔当及相邻的另外一个市镇设为杜尔当城市核心区（Unité urbaine de Dourdan），未将杜尔当划入任何城市区（Aire urbaine）内。自2020年起，杜尔当被划入包含1,929个市镇的巴黎城市辐射区内。此外，还将杜尔当市镇分为了4个“块区”（IRIS），以便于统计人口分布情况。

## 交通

### 公路
A10高速公路从杜尔当附近经过，埃松省省道D5线、D116线、D836线、D838线在杜尔当境内交汇。埃松省城际客运91-03线快速双层巴士经过杜尔当，可直通马西。
| 10 | 6.4 |

| 埃夫里 | 37 |

| 埃唐普 | 20 |

| 阿布利 | 16 |

2020年，69.5%的杜尔当家庭拥有至少一辆私人汽车。2021年，杜尔当境内共发生各类交通事故2起，造成4人受伤，其中2人重伤。

### 铁路

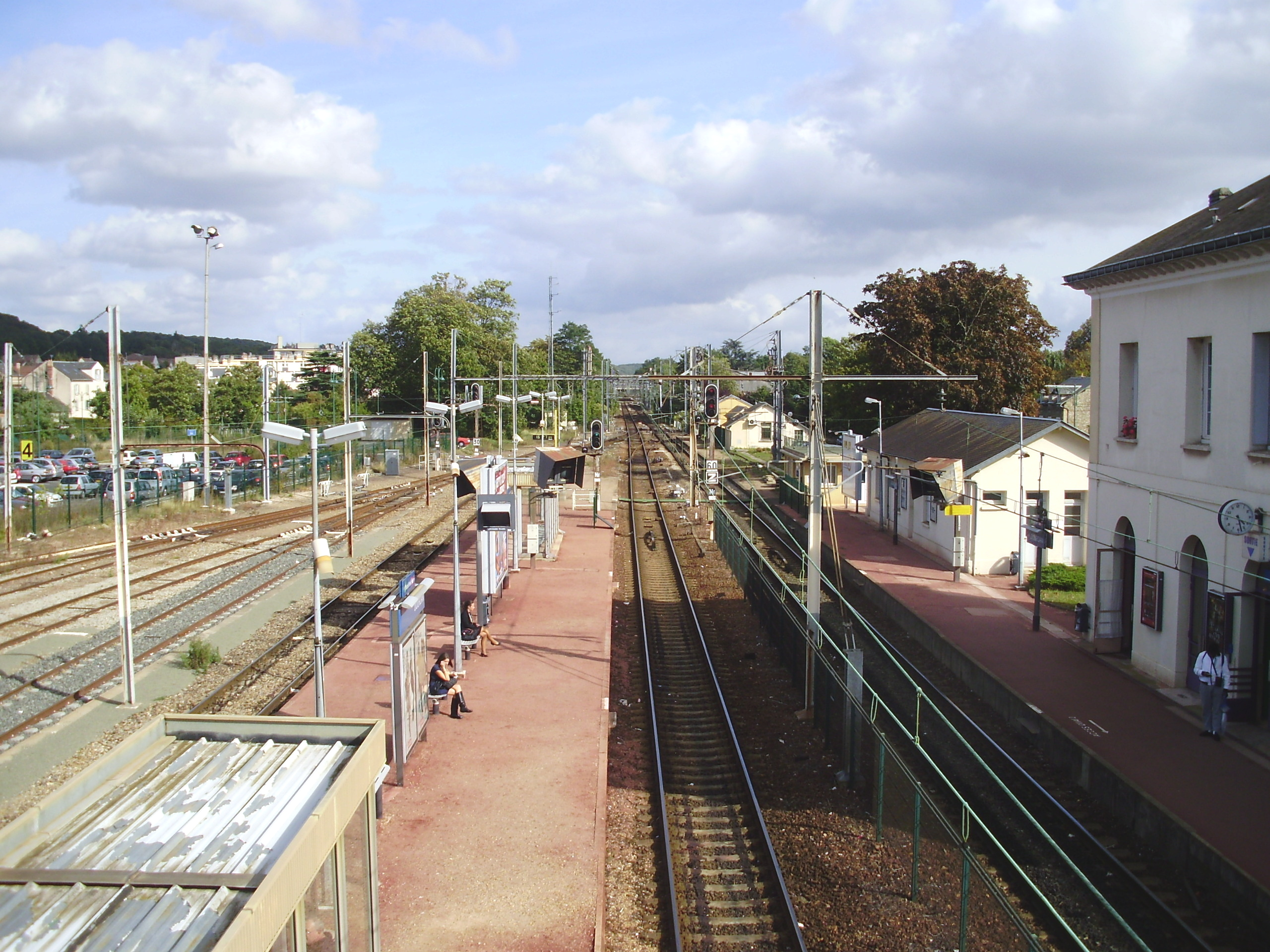
杜尔当火车站

杜尔当位于布雷蒂尼—舒瓦西耶河畔拉芒布罗勒铁路上。杜尔当站位于市区中北部，停靠往返于巴黎和旺多姆一线的区域列车；杜尔当森林站位于市区西部，是法兰西岛大区快铁C线的一个终点。

### 航空
杜尔当距离巴黎-奥利机场和巴黎戴高乐机场的公路里程分别约46公里和78公里。

### 城市公共交通
法兰西岛大区快铁C线和多条公交线路经过杜尔当境内。
| 途经杜尔当境内的主要公共交通线路      | 途经杜尔当境内的主要公共交通线路 | 途经杜尔当境内的主要公共交通线路                | 途经杜尔当境内的主要公共交通线路                                                             |
| 站点                                  | 类型                             | 经纬度                                          | 主要停靠线路                                                                                 |
| ------------------------------------- | -------------------------------- | ----------------------------------------------- | -------------------------------------------------------------------------------------------- |
| 杜尔当站 Gare de Dourdan              | 快铁站、 公交首末车站            | 48°32′00″N 2°00′33″E / 48.5332827°N 2.0091128°E | 朗布依埃公交 03 10 18 29 西南埃松公交 22 41 42 43S 44S 45S 61 62 63 91-02 91-03 91-07 306-04 |
| 杜尔当森林站 Gare de Dourdan-La Forêt | 快铁站、 公交首末车站            | 48°32′06″N 1°59′37″E / 48.5350109°N 1.9937355°E | 朗布依埃公交 03 10 18 29 西南埃松公交 22 43S 44S 45S 61 62 63 68-13 91-07 306-04 306-12      |
| 巴黎大街 Avenue de Paris              | 普通公交车站                     | 48°31′48″N 2°01′12″E / 48.5301374°N 2.0199682°E | 西南埃松公交 41 42 43S 44S                                                                   |
| 贝朗布拉俱乐部 Belambra Club          | 普通公交车站                     | 48°31′19″N 2°00′55″E / 48.521856°N 2.015320°E   | 西南埃松公交 41 42 44S 91-07 306-12                                                          |
| 医院 Hôpital                          | 普通公交车站                     | 48°32′04″N 2°00′08″E / 48.534449°N 2.002318°E   | 朗布依埃公交 10 西南埃松公交 22 41 42 91-03 306-04                                           |
| 勒布兰街 Rue Lebrun                   | 普通公交车站                     | 48°31′44″N 2°00′10″E / 48.52894°N 2.002668°E    | 西南埃松公交 41 42 44S                                                                       |
| 奥尔松维尔街 Rue Orsonville           | 普通公交车站                     | 48°31′23″N 2°01′14″E / 48.523055°N 2.020595°E   | 西南埃松公交 41 42 44S                                                                       |
| 1.                                    |                                  |                                                 |                                                                                              |

## 政治

### 市政内阁

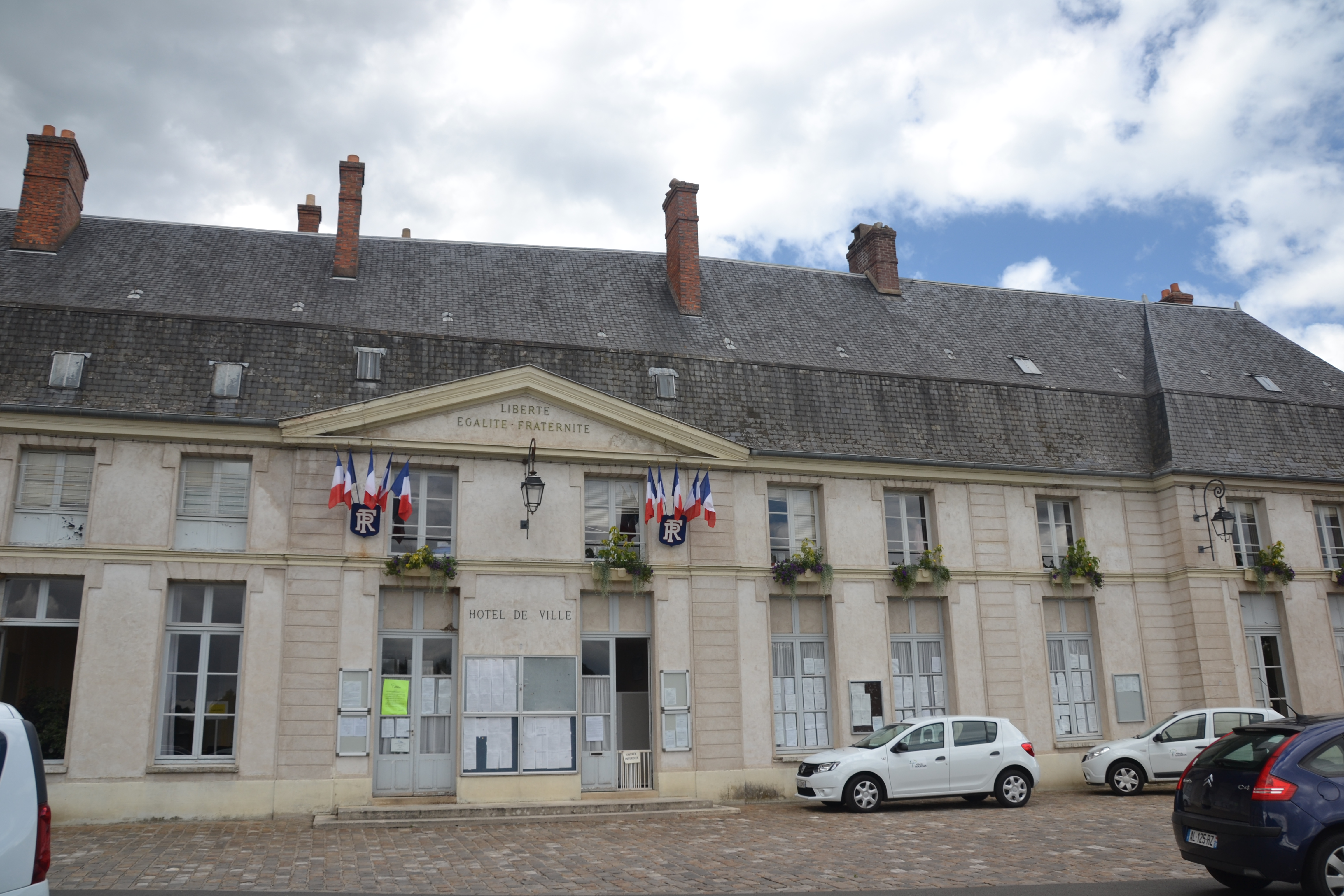
杜尔当市政厅

杜尔当的现任市长为保罗·德卡尔瓦洛先生（Paolo DE CARVALHO），他是复兴党的一名成员，在2020年的市政选举中获得了44.36%的支持率。
| 杜尔当历届市长 | 杜尔当历届市长                                | 杜尔当历届市长                                      |
| 任期           | 市长                                          | 党派                                                |
| -------------- | --------------------------------------------- | --------------------------------------------------- |
| 1944年－1947年 | Émile RIGAL 埃米尔·里加尔                     | 不详                                                |
| 1947年－1956年 | Pierre PAVARD 皮埃尔·帕瓦尔                   | 不详                                                |
| 1956年－1959年 | Raymond LAUBIER 雷蒙·洛比耶                   | 不详                                                |
| 1959年－1983年 | Pierre CECCALDI-PAVARD 皮埃尔·塞卡尔迪-帕瓦尔 | CDP进步与民主中心 →UDF法国民主联盟 →CDS社会民主中心 |
| 1983年－2008年 | Yves TAVERNIER 伊夫·塔韦尔尼耶                | PS社会党                                            |
| 2008年－2014年 | Olivier LEGOIS 奥利维耶·勒瓜                  | PR法国共和人党 →無黨籍 →UDI民主人士和独立人士联盟   |
| 2014年－2020年 | Maryvonne BOQUET 马里沃娜·博凯                | PS社会党                                            |
| 2020年－       | Paolo DE CARVALHO 保罗·德卡尔瓦洛             | LREM复兴                                            |

### 各级选举
| 杜尔当历届投票选举结果 | 杜尔当历届投票选举结果 | 杜尔当历届投票选举结果 | 杜尔当历届投票选举结果 | 杜尔当历届投票选举结果      | 杜尔当历届投票选举结果 | 杜尔当历届投票选举结果 | 杜尔当历届投票选举结果      | 杜尔当历届投票选举结果 | 杜尔当历届投票选举结果 |
| 选举项目               | 选举范围               | 选区单位               | 选区单位内的选举结果   | 选区单位内的选举结果        | 选区单位内的选举结果   | 选区单位内的选举结果   | 选区单位内的选举结果        | 选区单位内的选举结果   | 参考资料               |
| 选举项目               | 选举范围               | 选区单位               | 第一轮胜出者           | 第一轮胜出者                | 支持率                 | 第二轮胜出者           | 第二轮胜出者                | 支持率                 | 参考资料               |
| ---------------------- | ---------------------- | ---------------------- | ---------------------- | --------------------------- | ---------------------- | ---------------------- | --------------------------- | ---------------------- | ---------------------- |
| 2017年法國總統選舉     | 法國                   | 市镇                   |                        | 埃马纽埃尔·马克龙           | 25.78%                 |                        | 埃马纽埃尔·马克龙           | 71.87%                 | [ 26 ]                 |
| 2017年法国立法选举     | 埃松省第三选区         | 市镇                   |                        | 拉埃蒂西亚·罗梅罗·迪亚斯    | 33.56%                 |                        | 拉埃蒂西亚·罗梅罗·迪亚斯    | 55.13%                 | [ 26 ]                 |
| 2019年欧洲议会选举     | 法國                   | 市镇                   |                        | 纳塔莉·卢瓦索               | 23.91%                 | （不适用）             | （不适用）                  | （不适用）             | [ 28 ]                 |
| 2021年法国省级选举     | 埃松省                 | 县                     |                        | 达妮·布瓦耶 保罗·德卡尔瓦洛 | 47.97%                 |                        | 达妮·布瓦耶 保罗·德卡尔瓦洛 | 64.65%                 | [ 29 ]                 |
| 2021年法国省级选举     | 埃松省                 | 市镇                   |                        | 达妮·布瓦耶 保罗·德卡尔瓦洛 | 53%                    |                        | 达妮·布瓦耶 保罗·德卡尔瓦洛 | 66.09%                 | [ 29 ]                 |
| 2021年法国大区选举     | 法蘭西島大區           | 市镇                   |                        | 瓦莱丽·佩克雷斯             | 34.41%                 |                        | 瓦莱丽·佩克雷斯             | 46.07%                 | [ 30 ]                 |
| 2022年法国总统选举     | 法國                   | 市镇                   |                        | 埃马纽埃尔·马克龙           | 28.31%                 |                        | 埃马纽埃尔·马克龙           | 63.37%                 | [ 26 ]                 |
| 2022年法国立法选举     | 埃松省第三选区         | 市镇                   |                        | 斯蒂维·居斯塔夫             | 31.07%                 |                        | 亚历克西斯·伊扎尔           | 50.99%                 | [ 26 ]                 |

## 人口
2020年，杜尔当市镇人口数量为10,733，在法国排名第932位。其中男性4,987人，女性5,746人，75岁及以上人口占8.9%，外籍人口数量为853人，人口密度为350人/平方公里，当地居民被称为（男性）或（女性）。2021年，杜尔当境内出生112人，死亡人口113人。
| 杜尔当1901年－2020年人口变化情况 |
|                                  |
| 数据来源：Cassini、INSEE         |

## 经济

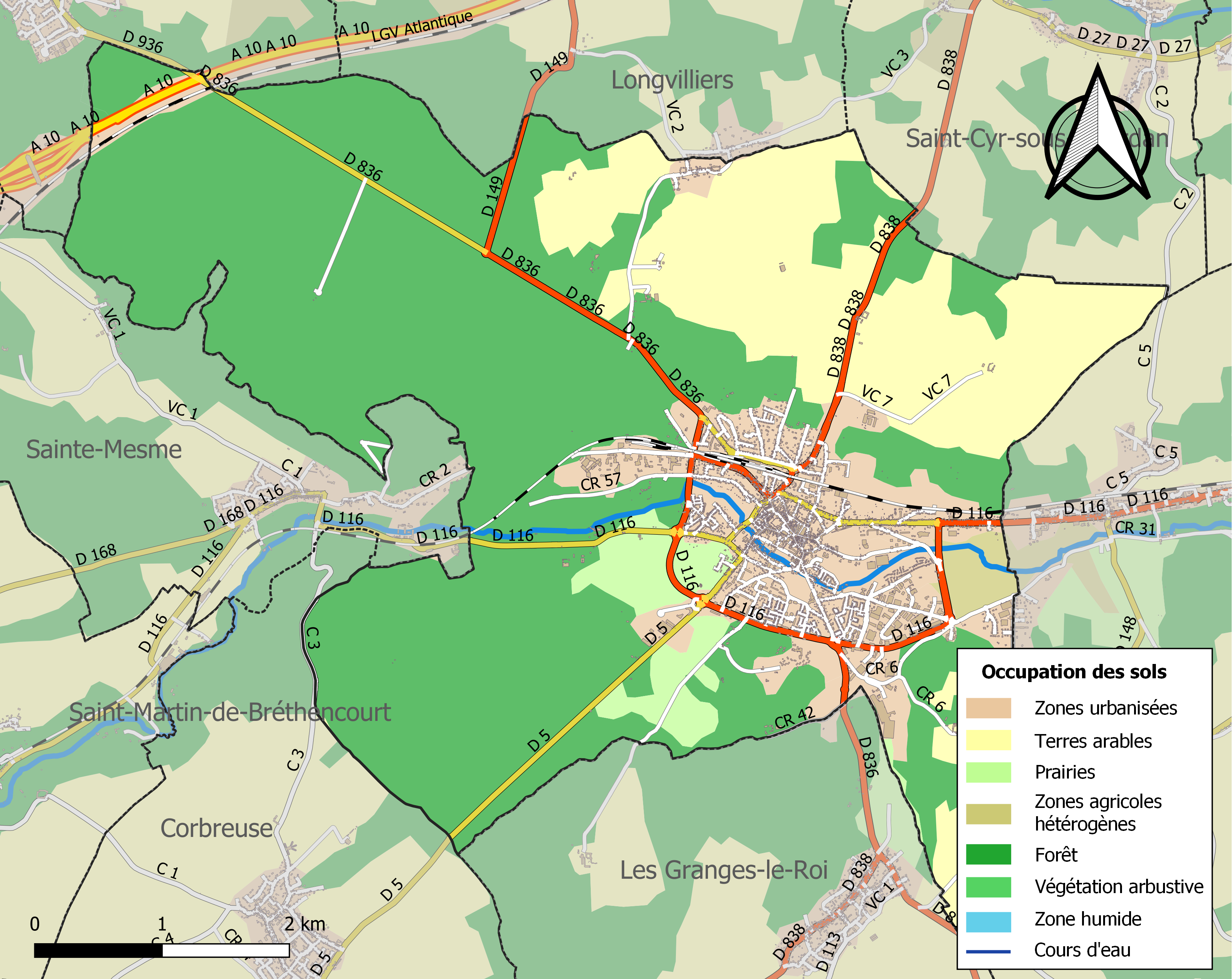
杜尔当土地利用情况地图

杜尔当是一个区域性的中心城市。截至2023年10月，杜尔当市镇范围内共有各类用人单位（包含自雇）1,794家，平均历史为15年，其中98.92%为中小型企业（PME），2023年8月至10月间，当地的经济活力指数为0.11%。（家用电器）、（大型零售）及（企业管理）是当地2021年营业额最高的三个企业，分别为285,085,912欧元、43,539,018欧元和33,254,955欧元。

## 财政与居民收入
2021年，杜尔当的财政收入总额为13,519,900欧元，财政支出总额为12,418,800欧元，当年的债务总额为7,507,720欧元。2021年，杜尔当市镇通过增值税获得350,850欧元的收入，此外当地还共获得了550,120欧元的国家直接财政补助。
2019年，杜尔当的人均月收入总额为2,511欧元，其中高级职员为4,355欧元，高于法国平均水平（4,230欧元）；中级职员为2,469欧元，高于法国平均水平（2,411欧元）；普通职员为1,798欧元，亦高于法国平均水平（1,740欧元）。
2020年，杜尔当境内的贫困率为13%，青壮年（15至64岁）失业率为10.6%；2022年，当地50.9%的家庭拥有纳税资格，平均纳税3,901欧元，低于法国平均水平（4,393欧元）。

## 社会事务

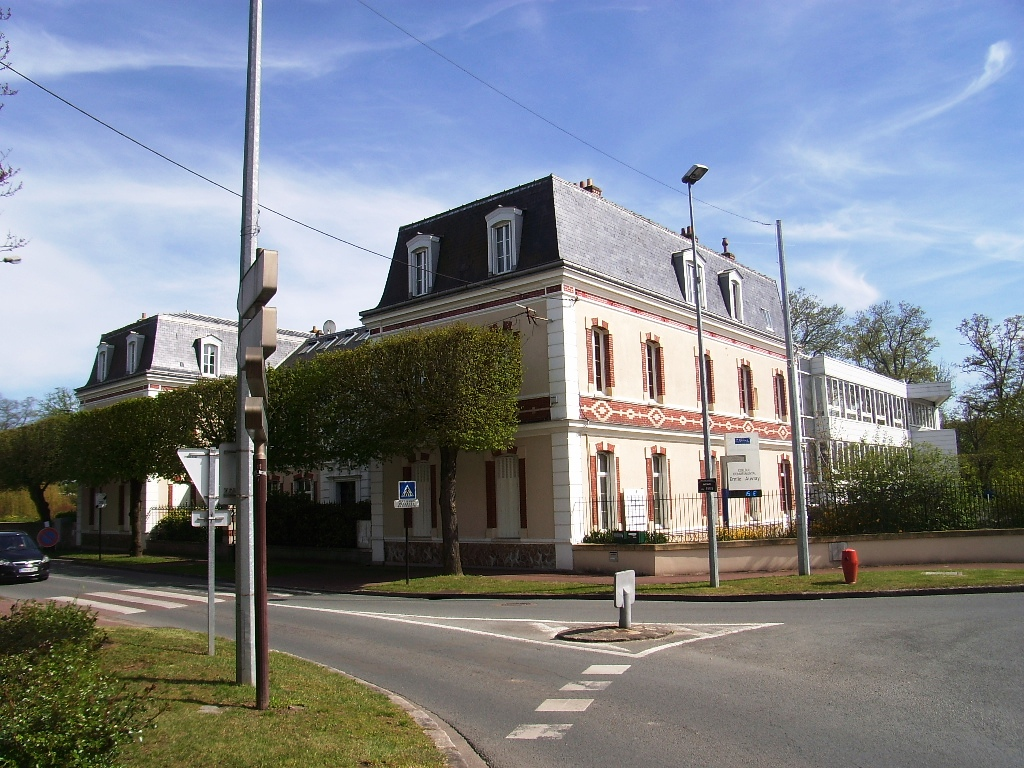
埃米尔·奥夫赖初级中学

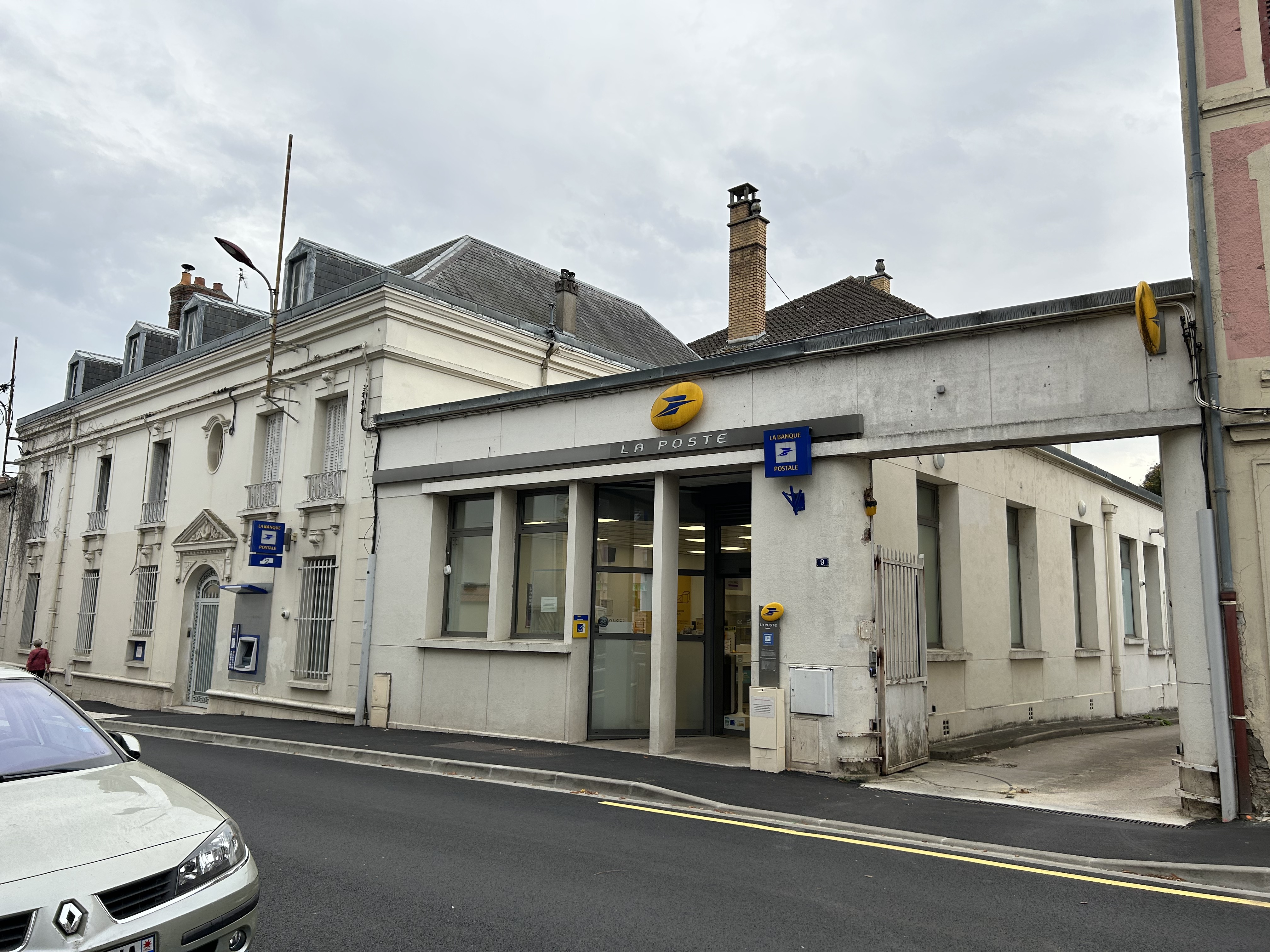
邮局

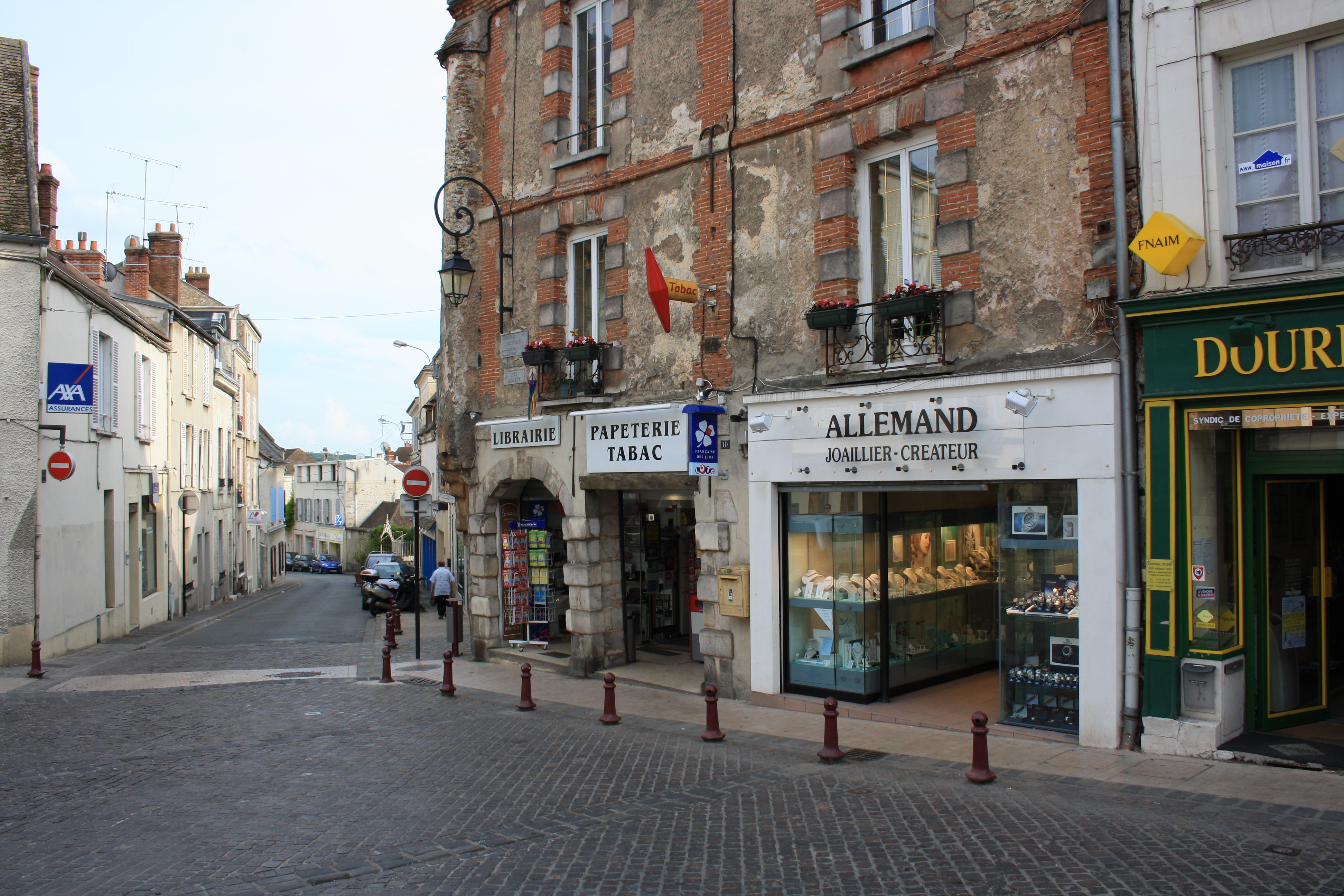
市中心的商铺

### 教育
杜尔当属于凡尔赛学区。截至2021年1月1日，杜尔当境内共有2所幼儿园、4所小学、3所初级中学和1所普通高中。2021至2022学年度，杜尔当境内共有在校中等教育阶段学生3,474名。

### 医疗
截至2021年1月1日，杜尔当境内共有全科医生9名、保健师16名、牙医10名、护士17名、眼科医生1名、皮肤科医生1名、助产士2名和妇科医生1名。境内共有药房4家、养老院1家、残疾人帮扶中心3家。
距离杜尔当最近的区域性医疗机构为南埃松省中心医院（Centre Hospitalier Sud Essonne，该院在杜尔当设有一处含196个床位的病区。

### 住房
2020年，杜尔当境内共有各类住房5,482套，其中38.7%为独立式居民区，58.5%为集中式居民区。常住房屋占杜尔当市镇范围内居民建筑总量的87.8%。
在住房保障政策方面，2022年，杜尔当境内共有837户家庭获得了住房经济补助，受益人数占总人口数量的8.4%，其中827份为房租补助。

### 商业
2021年，杜尔当境内共有各类实体商铺219家，其中餐厅31家、大型超市6家、杂货店8家、面包房8家、肉铺5家、书店1家、银行门店7家、美容美发店20家、汽车维修店9家。杜尔当镇中心建有一家U Express便民城市，市区东部则建有Intermarché、Bricomarché等购物商场。

### 体育
2021年，杜尔当境内共有1家游泳池、3间体育馆、1座综合体育场、9处网球场、3处马术场、3处足球或橄榄球场以及2处篮球或排球场。
截至2023年10月，杜尔当体育俱乐部（Dourdan Sport，编号500530）是杜尔当境内唯一的一家注册足球俱乐部，该足球队成立于1906年，其主队2023至2024赛季参加法兰西岛大区足球联赛丙组（法国第八级别），其主场为莫里斯·加莱球场（Stade Maurice Gallais）。

### 环境
杜尔当的环境事务由其所属的于尔普瓦地区杜尔当地区市镇公共社区联合各级政府协调负责。2021年，杜尔当境内暂无污染企业。

### 治安
2021年，杜尔当市镇范围内共有1处宪兵队。
杜尔当及其附近的共83个市镇是埃唐普国家宪兵队（zone gendarmerie de Étampes）的管辖范围。2020年，该宪兵队累计记录各类案件3,317起，其中盗窃类案件1,582起，经济类案件415起，毒品交易类案件256起。

## 文化
2021年，杜尔当境内共有1家剧场、1家电影院、1家博物馆和1家音乐厅。杜尔当境内建有勒格里穆瓦尔多媒体中心（Médiathèque le Grimoire），每周二、三、五、六向公众开放。

### 建筑
杜尔当境内有多处历史建筑，其中杜尔当城堡、圣日耳曼教堂、神学院等为法国国家文物保护单位。

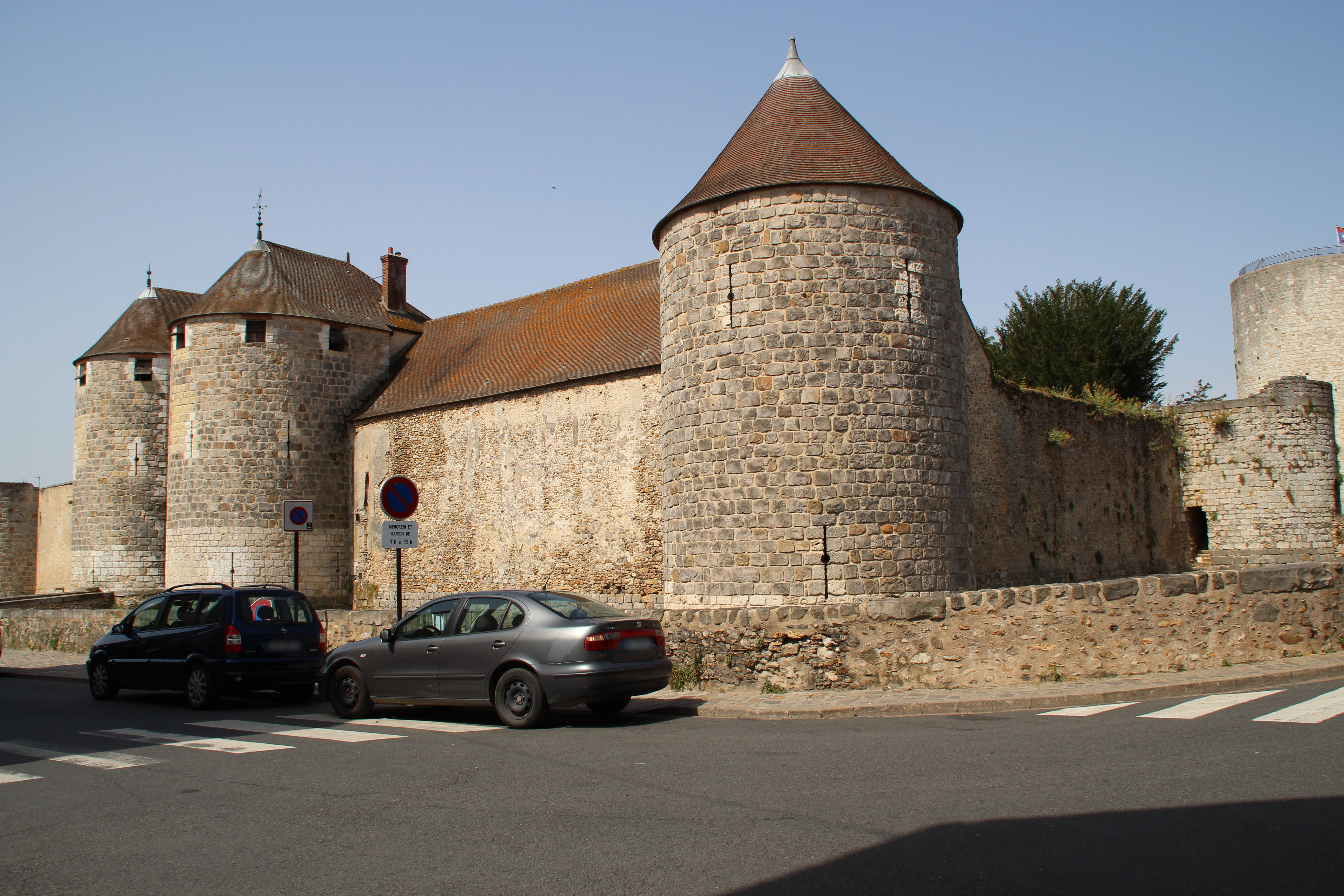
杜尔当城堡
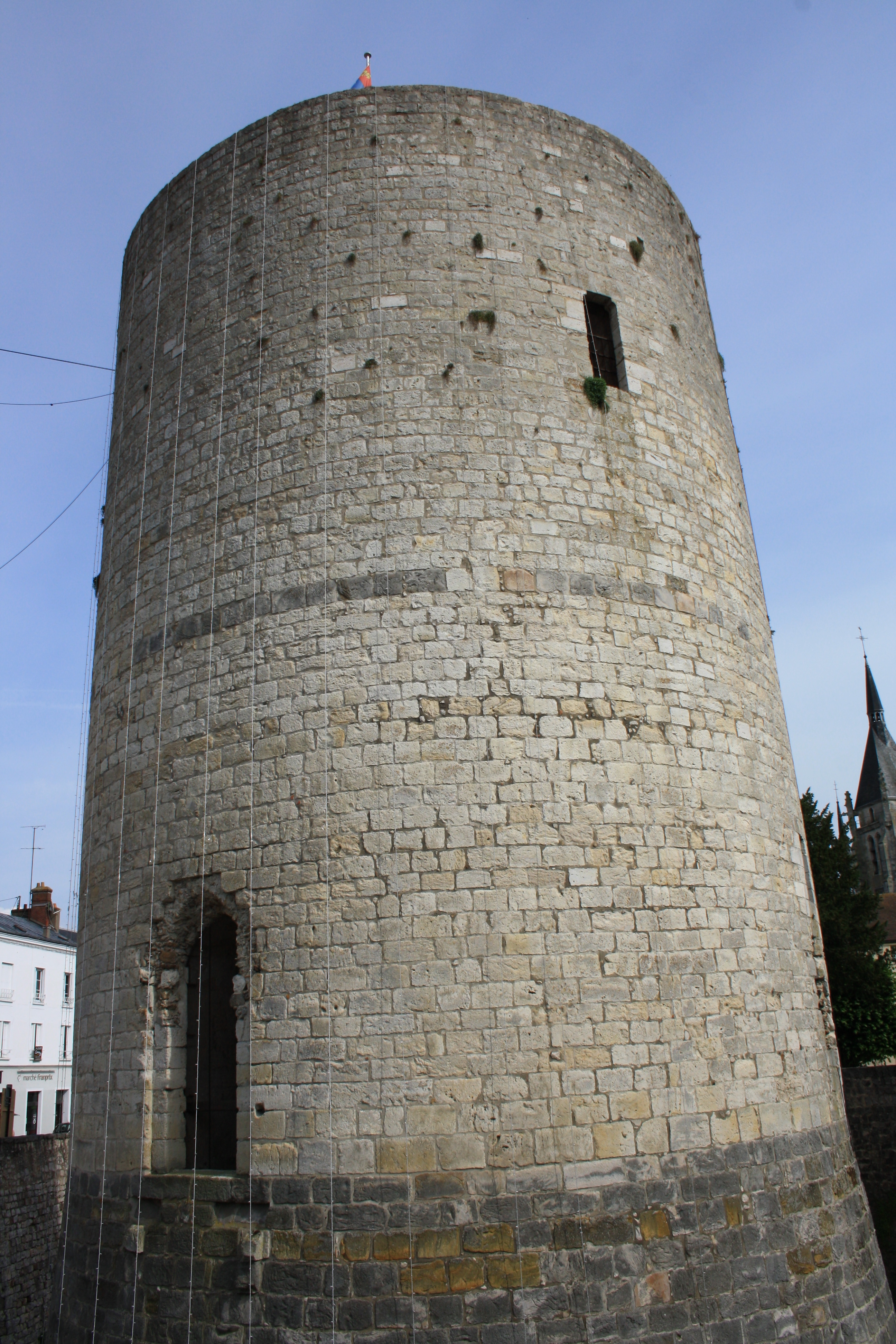
城堡碉楼
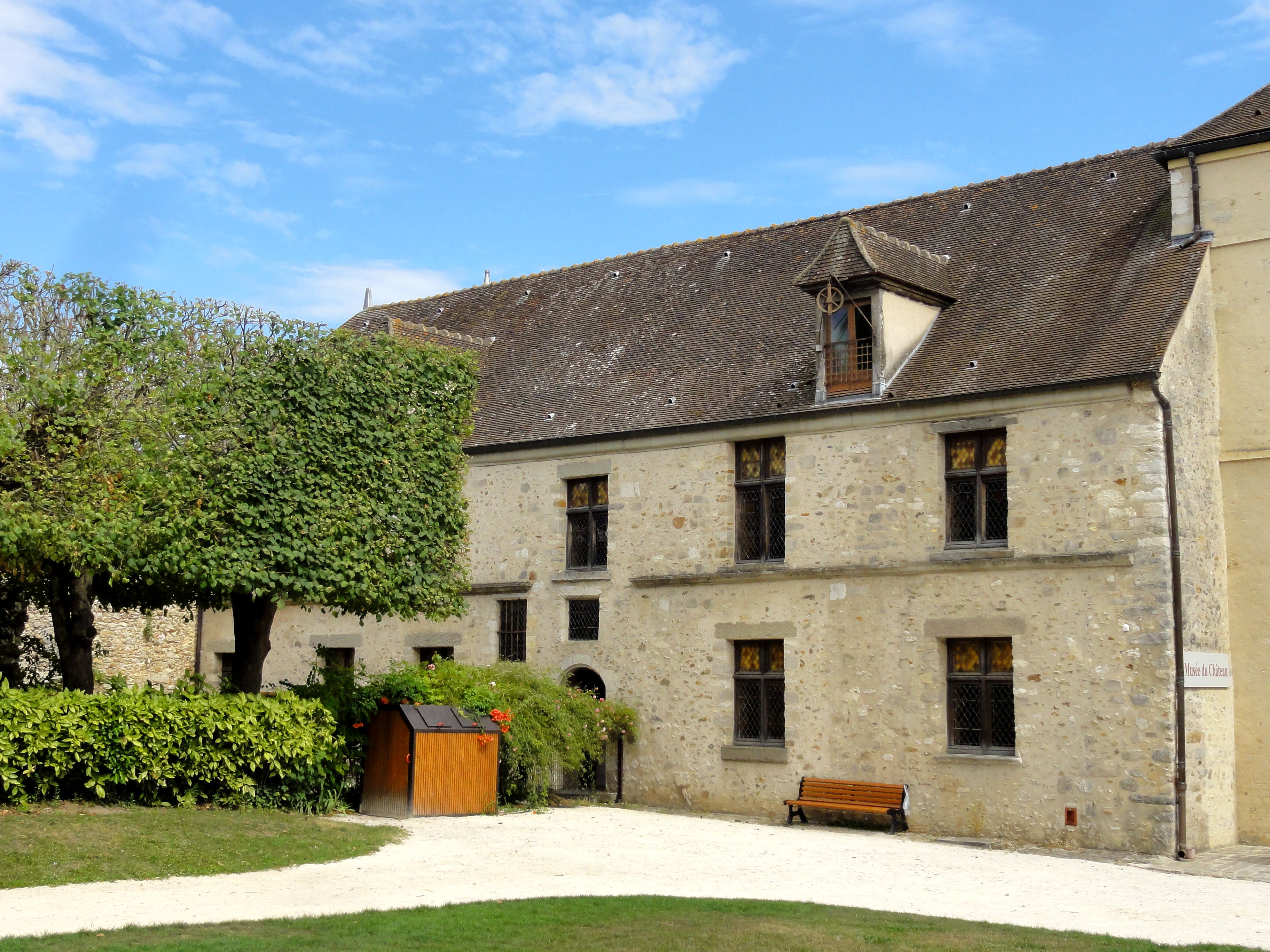
城堡博物馆（法语：Musée du château de Dourdan）
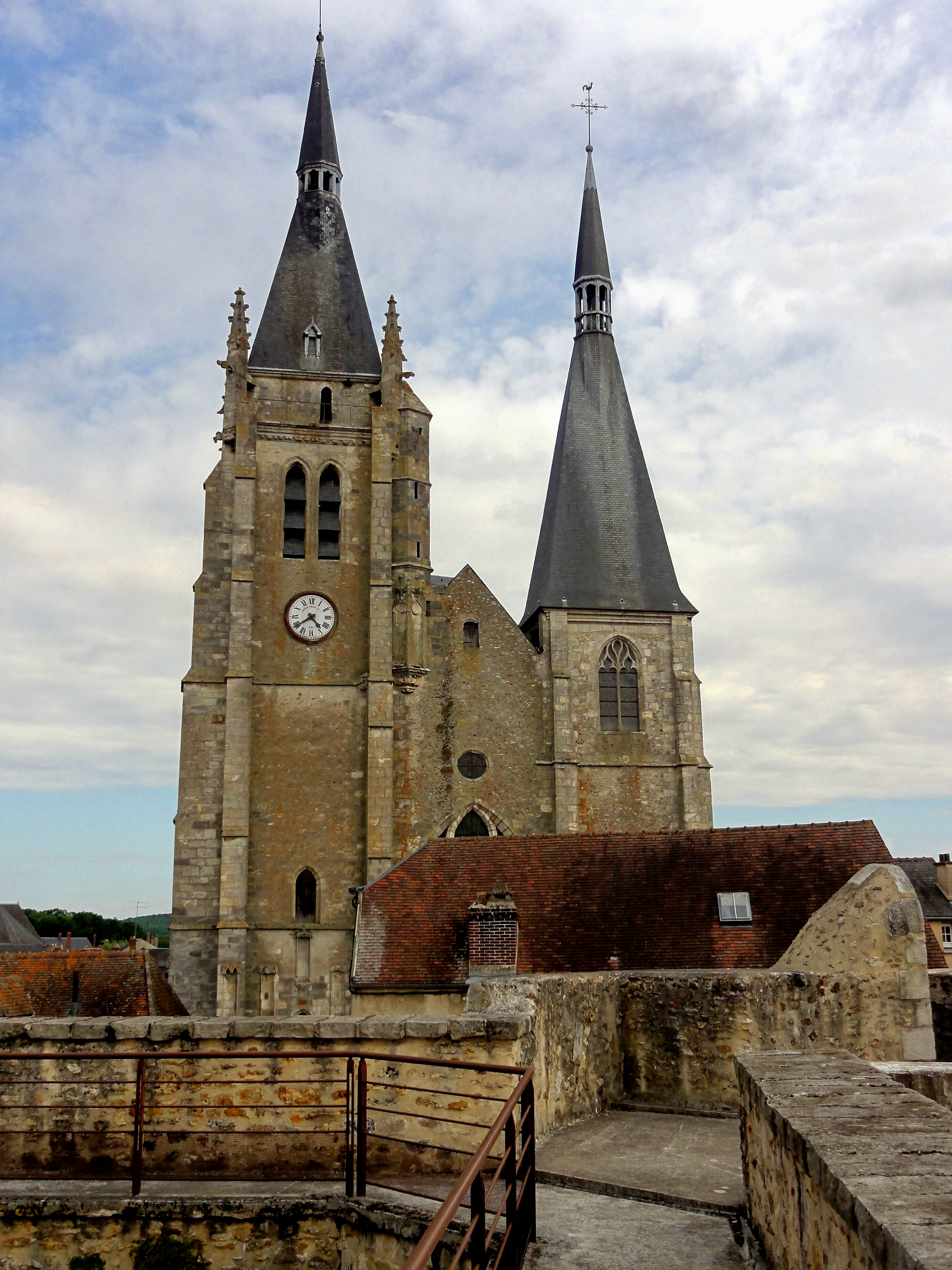
圣日耳曼教堂
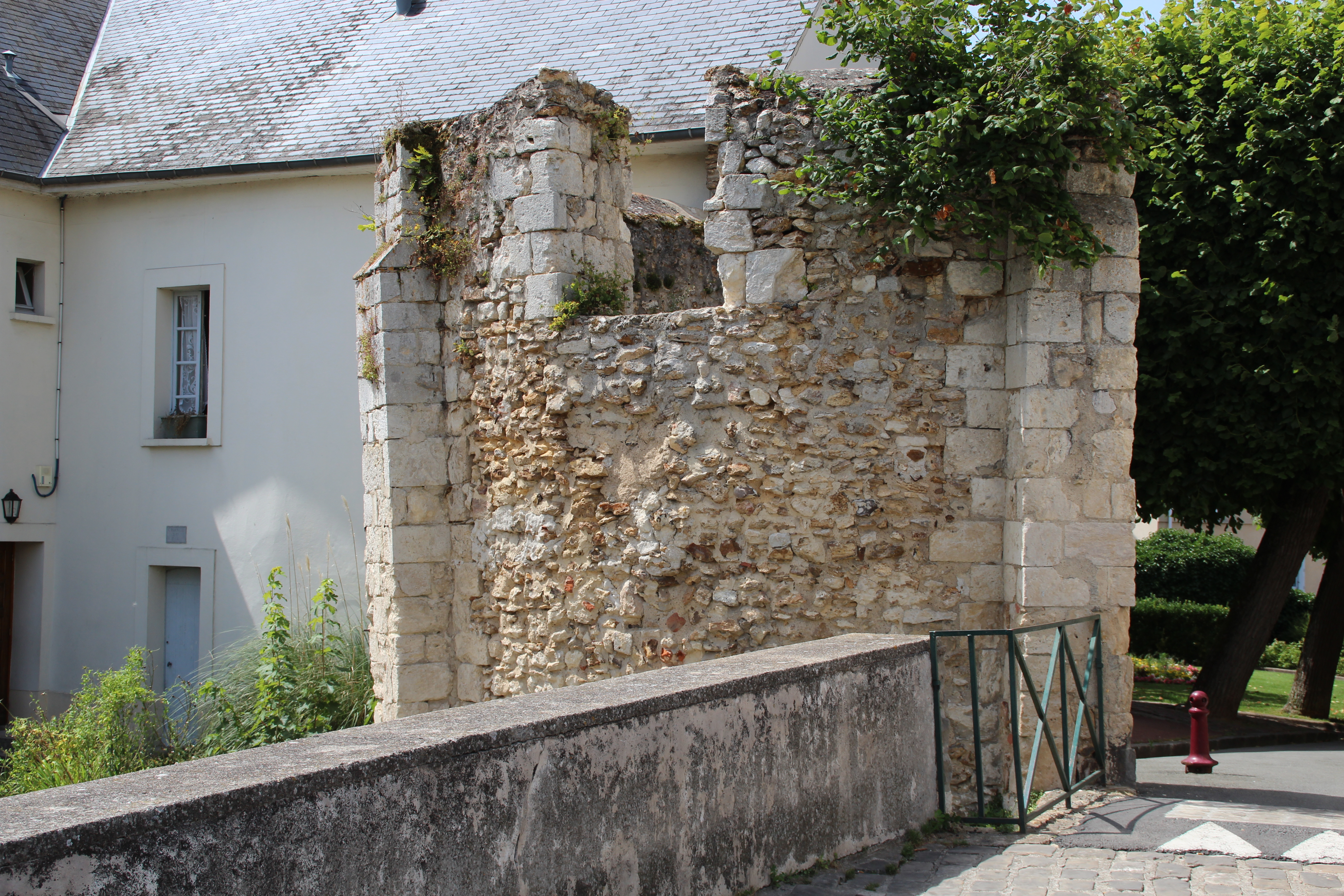
圣伯多禄教堂遗址
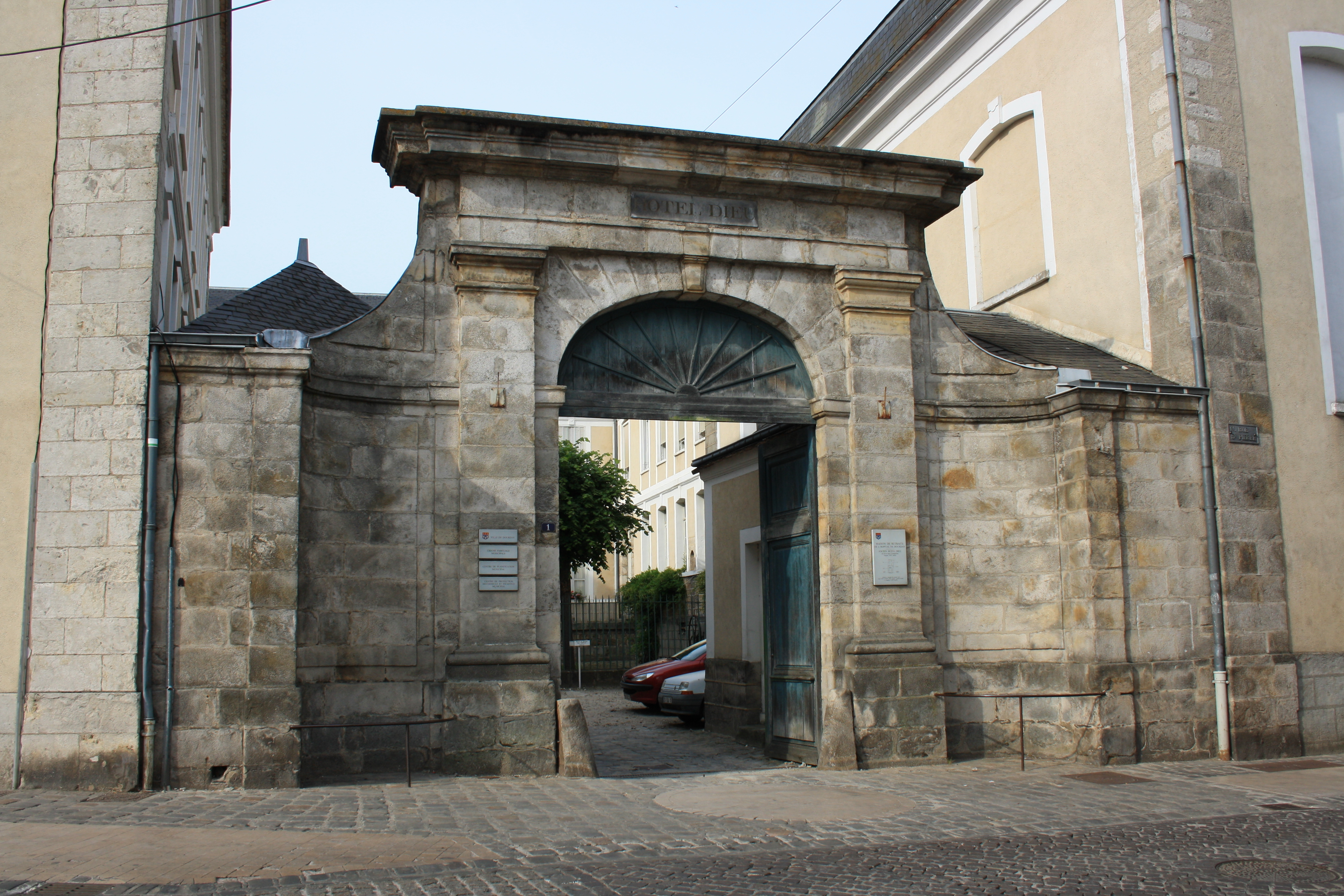
神学院（德语：Hôtel-Dieu (Dourdan)）
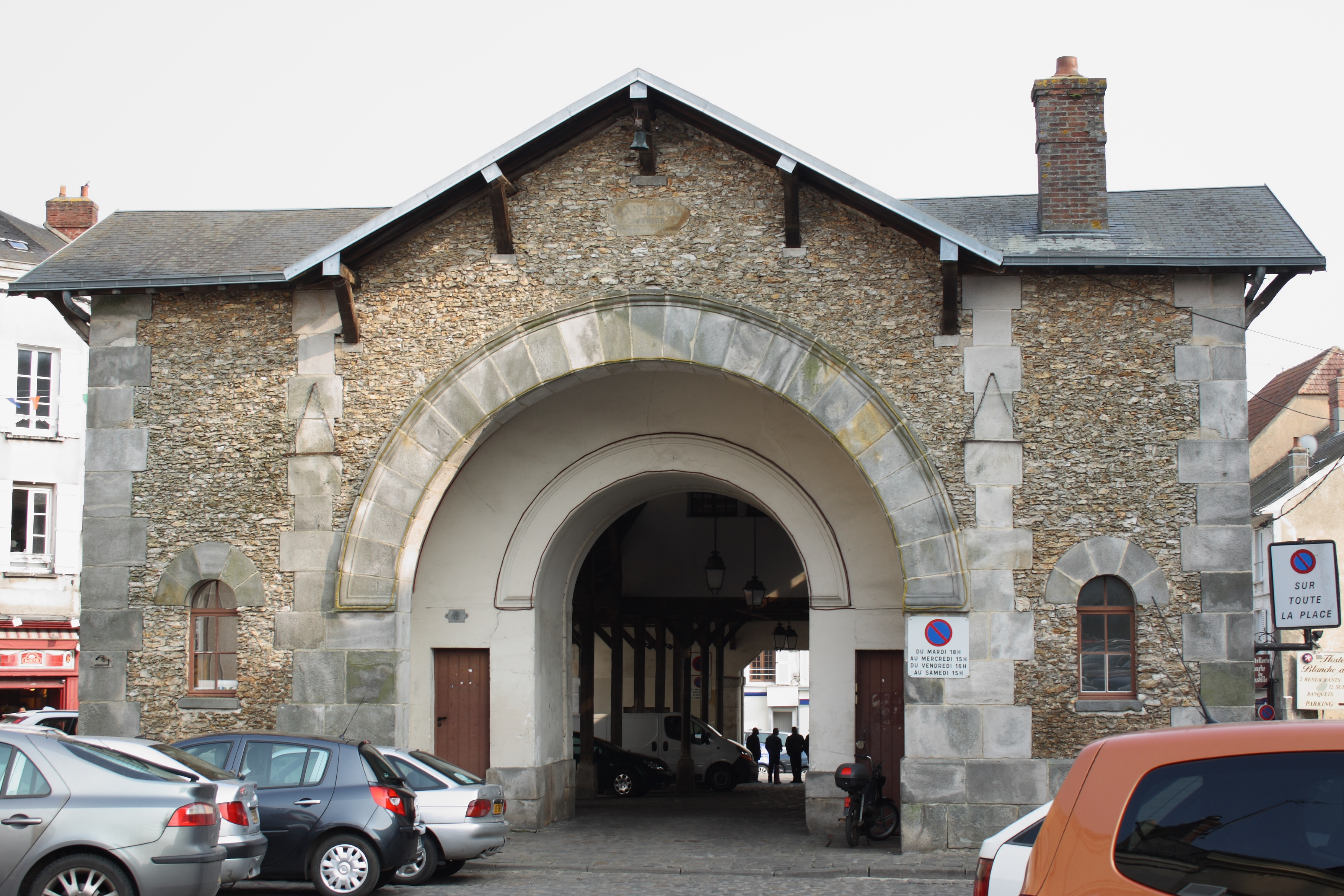
集市大堂（德语：Markthalle (Dourdan)）

### 旅游
杜尔当的旅游事务由其所属的于尔普瓦地区杜尔当地区市镇公共社区负责。2023年，杜尔当境内共有1家酒店共计47间房间；另有1个露营地，可容纳共104辆露营车。

### 媒体
法国主要的媒体均可在杜尔当接收，法国电视三台下属的法兰西岛大区频道在部分时段播出杜尔当所在埃松省的地方新闻。《巴黎人报》、蓝色法兰西巴黎广播、BFM电视台法兰西岛频道等是当地主要的地方性媒体。

## 相关人物
葡萄牙歌手大卫·卡雷拉、法国天文学家罗歇-莫里斯·博内和自行车运动员托尼·加洛潘出生于杜尔当。
法兰西国王于格·卡佩亦可能出生于杜尔当。西法兰克国王伟大的于格和法国作家让-弗朗索瓦·勒尼亚尔逝世于杜尔当。

## 友好城市
截至2023年10月，杜尔当共与五座城市建立了友好城市关系：
- 德国 巴特维塞
- 西班牙 蒙塞拉特
- 加拿大 拉克梅冈蒂克
- 英格兰 Great Dunmow
- Troungoumbé